# Adam Brown
Adam Brown (né le 29 mai 1980) est un acteur britannique, connu principalement grâce à la scène, notamment dans le domaine de la pantomime. Au cinéma, il interprète le rôle du nain Ori dans la trilogie que Peter Jackson a réalisée d'après l'œuvre de J. R. R. Tolkien Le Hobbit.

## Biographie
Adam Brown a étudié au John O'Gaunt Community Technology College in Hungerford, Berkshire (Angleterre). Il a ensuite étudié et a été formé à l'art du spectacle à l'université du Middlesex à Londres, où il fera la rencontre de Clare Plested.
C'est avec Clare Plested qu'Adam fondera la troupe de théâtre Plested and Brown. Il a d'ailleurs écrit et joué dans plusieurs de leur spectacles, comme Flamingo Flamingo Flamingo, Hot Pursuit ou encore Minor Spectacular. En plus des diverses représentations, il a déjà été plusieurs fois au Edinburgh Festival et a également fait des tournées avec la troupe à travers tout le Royaume-Uni, en Arménie, en Corée du Sud, ainsi qu'en Nouvelle-Zélande. Après ça, avec le reste de la troupe (Amanda Wilsher and Clare Plested), il a travaillé avec David Sant (Peepolykus), Phelim McDermot (Improbable), Cal McCrystal (Mighty Boosh) et aussi Toby Wilsher (ex-Trestle).
Adam Brown a récemment fait apparition en tant qu'Oswald Potter dans la dernière série des programmes télévisés pour enfants ChuckleVision sur la CBBC. Il est également apparu dans diverses pubs pour Money Supermarket, Cheesestrings, Standard Life et pour Virgin Group. Adam Brown a aussi connu un grand tremplin dans sa vie d'acteur grâce au rôle d'Ori dans Le Hobbit : Un voyage inattendu film adapté de l'œuvre de J. R. R. Tolkien et produit par Peter Jackson, tourné en trois films. C'est la première apparition cinématographique d'Adam.
Adam Brown est ouvertement homosexuel et vit à Londres.

## Théâtre
- 2000 : Carol Smillie Trashed My Room
- 2001 : The Reconditioned Wife Show
- 2003 : Flamingo Flamingo Flamingo
- 2005 : Hot Pursuit; The OFSTED Inspector
- 2007 : Beauty and the Beast
- 2008 : Minor Spectacular; Aladdin
- 2009 : Health & Stacey; Mucking Around; Puss in Boots
- 2010 : The Perfect Wife Roadshow; Sleeping Beauty

## Filmographie

### Cinéma
- 2012 : Le Hobbit : Un voyage inattendu de Peter Jackson : Ori
- 2013 : Le Hobbit : La Désolation de Smaug de Peter Jackson : Ori
- 2014 : Le Hobbit : La Bataille des Cinq Armées de Peter Jackson : Ori
- 2016 : Golem, le tueur de Londres (The Limehouse Golem) de Juan Carlos Medina : Mr. Gerrard
- 2017 : Pirates des Caraïbes : La Vengeance de Salazar (Pirates of the Caribbean: Dead Men Tell No Tales) : Jib

### Télévision
- 2009 : ChuckleVision : Oswald Potter

## Jeux vidéo
- 2016 : The Bunker : John